# Franse luchtmacht

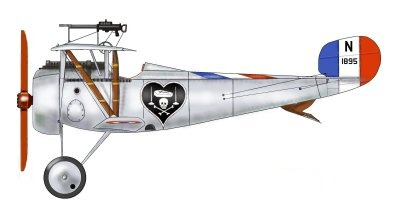
Een Nieuport Ni-17 uit de Eerste Wereldoorlog

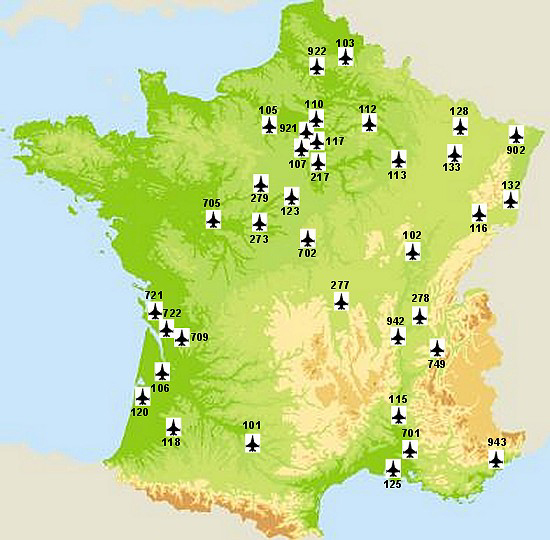
Kaart van de in Frankrijk gelegen bases.

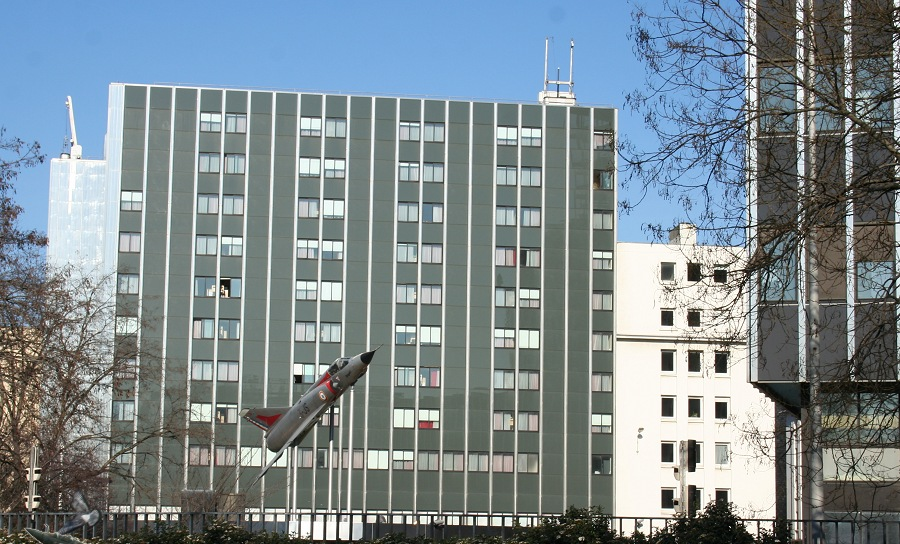
BA117 Parijs

De Franse luchtmacht is de luchtmacht van de Franse krijgsmacht. De officiële Franse benaming is Armée de l'Air et de l'Espace (afgekort AAE) en betekent letterlijk leger van de lucht en de ruimte.

## Geschiedenis
De Franse luchtmacht wordt door velen beschouwd als de eerste professionele luchtmacht uit de geschiedenis. Frankrijk begon al vroeg in de 20ste eeuw met militaire vliegtuigen. Tijdens de Eerste Wereldoorlog beschikte het land over de eerste gevechtspiloten. Tijdens het interbellum ging die voorsprong echter verloren. In 1940 werd de Franse - en de Britse expeditionaire - luchtmacht vernietigend verslagen door de Duitse Luftwaffe bij de Slag om Frankrijk.
In de jaren na de Tweede Wereldoorlog kwam de Franse luchtmacht weer terug. Frankrijk spande zich met succes in om een eigen vliegtuigindustrie te ontwikkelen. Het belangrijkste bedrijf hier werd Dassault Aviation met haar unieke straaljagers met deltavleugels die de basis vormden van de succesvolle Mirage-reeks. Vandaag de dag worden die vervangen door de nieuwe Dassault Rafale en wacht het land op het Airbus A400M-transportvliegtuig.
De Franse luchtmacht behoort vandaag tot de sterksten ter wereld met zo'n 65.000 manschappen en 560 vliegtuigen.

## Bases

### Frankrijk
- BA101 Toulouse
- BA102 Dijon, jagersquadron Mirage 2000
- BA103 Cambrai, jagersquadron Mirage 2000
- BA105 Evreux, transportsquadron
- BA106 Bordeaux Mérignac
- BA107 Villacoublay helikoptersquadron, transportsquadron
- BA110 Creil, transportsquadron
- BA112 Reims Champagne, transportsquadron, verkenningswing
- BA113 Saint-Dizier Robinson, jagersquadron Mirage 2000, Dassault Rafale
- BA115 Orange Caritat, jagersquadron Mirage F1
- BA116 Luxeuil Saint Sauveur, jager/bommenwerperwing Mirage 2000N
- BA117 Parijs, VIP transportsquadron
- BA118 Mont-de-Marsan radargevechtsleidingseenheid Marina radar
- BA120 Cazaux (La Teste-de-Buch), alle transitievliegopleidingen, helikoptersquadron
- BA123 Orléans Bricy, transportwing
- BA125 Istres Le tubé, helikoptersquadron, tankersquadron, navigatiesquadron, jager/bommenwerpersquadron Mirage 2000N
- BA126 Corsica Solenzara, helikoptersquadron
- BA128 Metz Frescaty, transportsquadron, jagersquadron Mirage F1
- BA132 Colmar Meyenheim, jagersquadron Mirage F1, Mirage 2000
- BA133 Nancy Ochey, jagerwing Mirage 2000
- DA204 Bordeaux Beauséjour (detachement)
- BA217 Brétigny-sur-Orge
- BA273 Romorantin Pruniers
- BA277 Varennes-sur-Allier
- BA278 Ambérieu-en-Bugey, elektronisch depot
- BA279 Châteaudun jagersquadron Dassault Rafale
- BA701 Salon-de-Provence algemene militaire opleidingen van officieren en onderofficieren
- BA702 Avord, AWACS luchtmobiele radargevechtsleidingseenheid Cyrano radar, transportsquadron, transportvliegeropleiding
- BA705 Tours radargevechtsleidingseenheid Raki radar
- BA709 Cognac Châteaubernard, militaire basisvliegeropleiding, jachtvliegopleiding en navigatoropleiding
- BA721 Rochefort Saint Agnant
- EA722 Saintes Thénac, alle militaire algemene en technische basisopleidingen
- BA749 Grenoble Montbonnot EPA vliegerselectiecentrum
- BA901 Birlenbach Drachenbronn, radargevechtsleidingeenheid Riesling radar
- BA921 Taverny ALA-hoofdkwartier
- BA942 Lyon Mont Verdun, radargevechtsleidingeenheid Rambert radar
- BA943 Nice Roquebrune Mont Agel, radargevechtsleidingeenheid Rhodia radar

### Overzeese gebieden
- BA160 Dakar, transportgroep (Senegal)
- BA181 Saint-Denis (Réunion) transporteenheid
- BA188 Djibouti (Djibouti) transporteenheid
- BA190 Tahiti, (Tahiti) transportgroep
- BA365 Lamentin, (Martinique) transporteenheid
- BA367 Cayenne, (Frans-Guyana) transporteenheid
- DA376 Nouméa, (transportdetachement Nieuw-Caledonië)

## Uitrusting

### Algemeen
De Franse luchtmacht werkt met een breed gamma aan vliegtuigen, van gevechtsvliegtuigen tot transportvliegtuigen en helikopters. In totaal zijn het ongeveer 560 toestellen, waarvan 330 gevechtsvliegtuigen, die verdeeld zijn in 19 squadrons met specifieke missies. De Franse luchtmacht heeft verder ook veel verschillende oefenvliegtuigen. Het volgende overzicht geeft de cijfers van 2003:
| Gevechtsvliegtuigen:       | 330 |
| Transportvliegtuigen:      | 107 |
| Tankvliegtuigen:           | 14  |
| Speciale vliegtuigen:      | 8   |
| Trainingsvliegtuigen:      | 290 |
| Helikopters:               | 84  |
| Crotale-luchtdoelraketten: | 24  |
| Mistral-luchtdoelraketten: | 60  |

### Toestellen
- Aérospatiale Puma
- Airbus A310 · A319 · A340
- Boeing C-135 · E-3 Sentry
- CASA CN-235

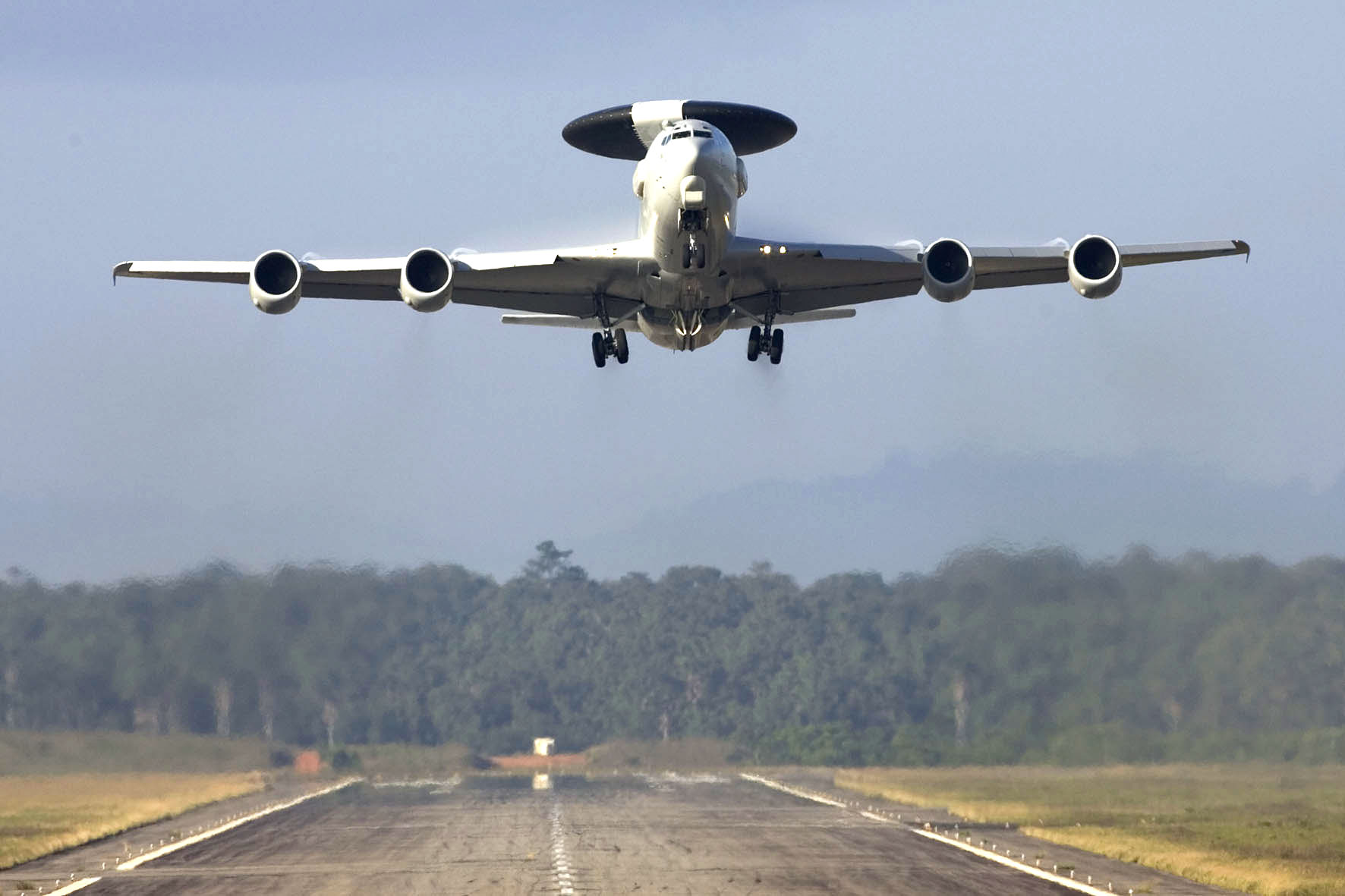
Een Boeing E-3 Sentry bij het opstijgen.

- Dassault Falcon 50 · Falcon 900 · Mirage 2000 · Mirage F1 · Rafale
- Dassault-Breguet/Dornier Alpha Jet
- de Havilland Canada DHC-6
- Embraer EMB 121 Xingu · EMB 312 Tucano
- Eurocopter Cougar · Ecureuil · Fennec
- Grob G120
- Jodel D-140
- Lockheed C-130 Hercules
- Mudry CAP 10
- Socata TB · TBM
- Transall C-160